# Bruno Lima
Bruno Lima Basolu (ur. 4 lutego 1996 w San Juan) – argentyński siatkarz, reprezentant kraju, grający na pozycji atakującego i przyjmującego.

## Sukcesy klubowe
Puchar Argentyny:
- 2014

Liga argentyńska:
- 2015

Superpuchar Francji:
- 2017

Liga brazylijska:
- 2024[4], 2025[5]

## Sukcesy reprezentacyjne
Mistrzostwa Ameryki Południowej Kadetów:
- 2012

Mistrzostwa Ameryki Południowej Juniorów:
- 2014

Mistrzostwa Świata Juniorów:
- 2015[6]

Puchar Panamerykański:
- 2017
- 2016[7]

Puchar Panamerykański U-23:
- 2016

Mistrzostwa Ameryki Południowej:
- 2023[8]
- 2019, 2021
- 2017

Igrzyska Olimpijskie:
- 2020

Igrzyska Panamerykańskie:
- 2023[9]

## Nagrody indywidualne
- 2019: Najlepszy atakujący Mistrzostw Ameryki Południowej